# Jean-André Devoissoux
Jean-André Devoissoux (París, 7 d'abril de 1899 - gener del 1945) va ser un ciclista francès. Va destacar com amateur en el ciclisme en pista, on va aconseguir una medalla d'or al Campionat del món de velocitat de 1907.

## Palmarès
- 1907
  -  Campió del món de Velocitat amateur